# INTS3
Tiểu đơn vị phức hệ integrator 3 (tiếng Anh: Integrator complex subunit 3) là protein ở người được mã hóa bởi gen INTS3.